# Miguel Pérez
Miguel Pérez (nascido em 22 de janeiro de 1934) é um ex-ciclista olímpico mexicano. Representou sua nação nos Jogos Olímpicos de Verão de 1960, na prova de perseguição por equipes.